# Hietzigbrunnen

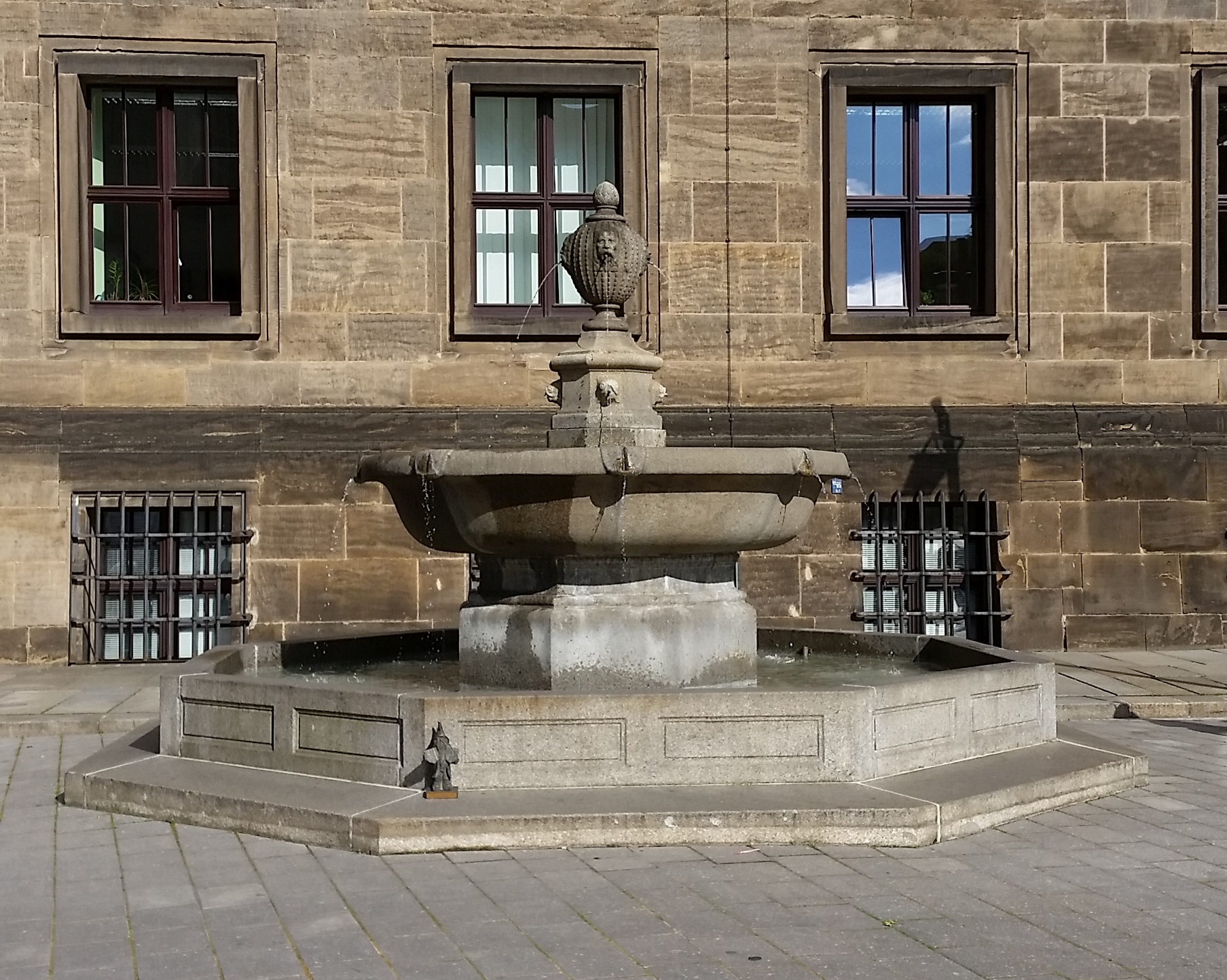
Hietzigbrunnen

Der Hietzigbrunnen, alternativ als Rathausbrunnen bezeichnet, ist ein denkmalgeschützter Brunnen in der Inneren Altstadt von Dresden. Er befindet sich zwischen dem Neuen Rathaus und der Kreuzkirche an der Kreuzung der Straßen An der Kreuzkirche und Schulgasse.

## Ausführung
Der Brunnen wurde 1911 von Georg Wrba errichtet. Das achteckige Bauwerk besteht aus Lausitzer Granit, es besitzt insgesamt acht Wasserspeier in Form von jeweils vier Masken- und Fischreliefs. Die C.G. Kunath Granitwerke aus Demitz-Thumitz übernahmen den Bau der Anlage. Gestiftet wurde der Brunnen von Paul Jahn und Bruno Hietzig, den damaligen Besitzern der Granitwerke, die auch den Märchenbrunnen im Dresdner Hermann-Seidel-Park stifteten.
Der Hietzigbrunnen wurde 1992 restauriert und befindet sich in Besitz der Stadt Dresden.

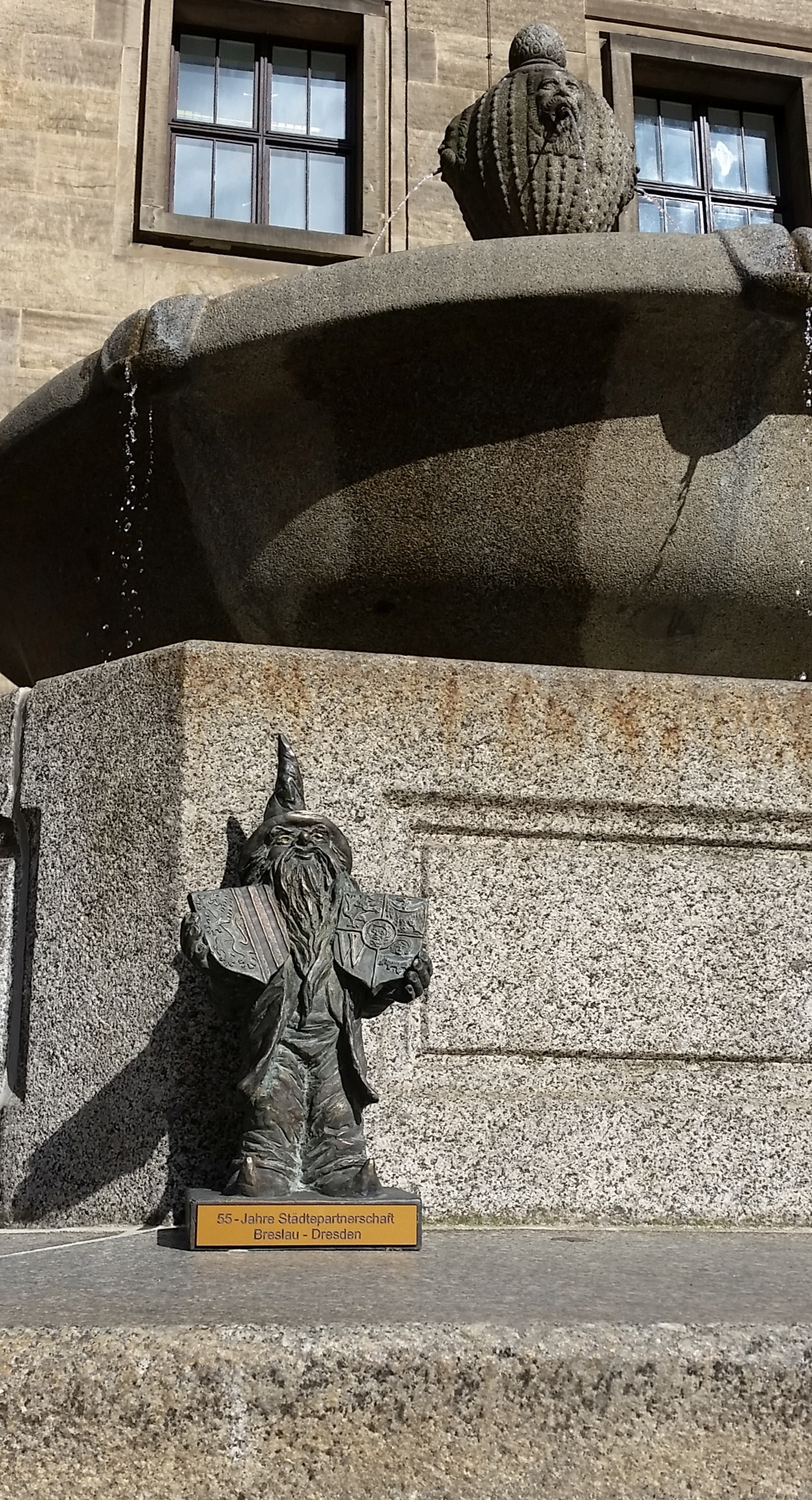
Breslauer Zwerg am Hietzigbrunnen

## Breslauer Zwerg
Anlässlich der 55-jährigen Städtepartnerschaft von Dresden und Breslau 2014 überreichte der Breslauer Stadtpräsident der Stadt Dresden einen Breslauer Zwerg. Die etwa 30 Zentimeter hohe Bronzefigur hält die Wappen beider Städte in den Händen. Dresdens Oberbürgermeisterin Helma Orosz weihte am 5. Februar 2015 die Skulptur an ihrem Standort am Rand des Hietzigbrunnens ein.